# Yomawari: Midnight Shadows
Yomawari: Midnight Shadows es un videojuego de terror de supervivencia desarrollado y publicado por Nippon Ichi Software para PlayStation 4, PlayStation Vita y Microsoft Windows a través de Steam . El juego es una secuela de Yomawari: Night Alone, que se lanzó originalmente en 2015 en Japón. Se lanzó en Japón el 24 de agosto de 2017 y en territorios occidentales en otoño de 2017.   Se lanzó en Asia con subtítulos en chino tradicional bajo Sega. 
El juego se lanzó en octubre de 2018 para Nintendo Switch, junto con su predecesor, como parte de Yomawari: The Long Night Collection .  El juego fue posteriormente portado para Android e iOS en Japón el 29 de agosto de 2019.

## Trama
Después de ir juntas a un festival de fuegos artificiales de finales de verano en las montañas, las chicas Yui y Haru se perdieron en el camino de regreso a casa. Cuando se soltaron las manos, se separaron. Haciendo acopio de coraje, las dos chicas exploran una siniestra ciudad nocturna que es completamente diferente durante el día y donde alguien acecha en las sombras. A medida que avanza la historia, el jugador cambiará entre las perspectivas de Yui y Haru. Las acciones, decisiones e información que obtengas al jugar como uno afectarán la historia del otro.

## Jugabilidad
Los jugadores exploran una ciudad por la noche para reunir a las dos chicas y encontrar el camino a casa. La única fuente de luz es una linterna. Mientras explora, el jugador encuentra objetos y "espíritus" extraños, que acechan en varios lugares, como sombras de montañas, esquinas y debajo de una farola, y a veces atacan al jugador. Cuando un espíritu está cerca, los latidos del corazón de la niña aumentarán. Como las chicas no pueden pelear, el jugador tiene que encontrar formas de vencer a los espíritus, por ejemplo, huyendo, escondiéndose o usando un objeto. Dado que cada espíritu tiene sus propias características, el mejor método a utilizar difiere según el espíritu. Los jugadores pueden empujar objetos grandes, como cajas de madera, para crear peldaños, lo que le permite superar los bloqueos. A medida que avanza la historia, el jugador encuentra elementos parecidos a amuleto, llamados 'Omamori', que influyen en las estadísticas de las chicas, como hacer que sea más difícil reducir la resistencia o aumentar la velocidad de carrera de las chicas.  

## Recepción
Las versiones de PlayStation 4 y PlayStation Vita recibieron "críticas generalmente favorables" según el sitio web de revisión Metacritic. En Japón, Famitsu les dio a cada una puntuación de un ocho, un siete y dos ocho para un total de 31 sobre 40.

## Continuación
Yomawari: Lost in the Dark fue desarrollado y publicado por Nippon Ichi y lanzado para Nintendo Switch y PlayStation 4 el 21 de abril de 2022 en Japón.  Se lanzó el 25 de octubre de 2022 en América del Norte y el 28 de octubre de 2022 en Europa para Nintendo Switch y PlayStation 4 junto con un puerto para Microsoft Windows. 